# 3024 Hainan
För andra betydelser, se Hainan (olika betydelser).
3024 Hainan eller 1981 UW9 är en asteroid i huvudbältet som upptäcktes den 23 oktober 1981 av Zijinshan-observatoriet i Nanjing, Kina. Den är uppkallad efter den kinesiska provinsen Hainan.
Asteroiden har en diameter på ungefär 37 kilometer.